# لجنة تنفيذ أمر الإمام
لجنة تنفيذ أمر الإمام هي مؤسسة غير حكومية إيرانية تأسست عام 1989 مـ وفقًا لأمر السيد روح الله الخميني ووفقًا للمادة 49 من الدستور الإيراني، لإدارة الأموال بدون الصاحب في البلد. تأسّست اللجنة من أجل الاهتمام بالمحرومين والمستضعفين وتقديم الخدمات لهم ويتم إنفاق معظم إيراداتها على الأنشطة المجتمعية وأعمال المنفعة العامة والجمعيات الخيرية وتوفير فرص العمل وإزالة الحرمان وتنمية المناطق المحرومة. وهي مؤسسة غير حكومية وتساعد الحكومة في حل مشاكل المحرومين.

## تشكيل
تم تشكيل لجنة تنفيذ أمر الإمام، وفقًا لأمر السيد روح الله الخميني ووفقًا للمادة 49 من الدستور الإيراني، لإدارة الأموال بدون الصاحب كما هو الحال في كل بلد في العالم، بما في ذلك الولايات المتحدة وأوروبا وشرق آسيا، فهناك أيضًا منظمات تديرها الحكومة تدير الممتلكات بدون الصاحب وتستخدمها في سلسلة من الشؤون. تم تأسيس لجنة تنفيذ أمر الإمام دستوريًا من خلال تسجيل النظام الأساسي وتشكيل مجلس الأمناء في عام 1989. تأسّست اللجنة من أجل الاهتمام بالمحرومين والمستضعفين وتقديم الخدمات لهم وتؤكد على تعزيز القدرة الاقتصادية لدى الناس وإزالة الحرمان وتوفير فرص العمل تتناسب مع الميزات التعلیمیة والمحليّة. ويتم إنفاق معظم إيراداتها على الأنشطة المجتمعية وأعمال المنفعة العامة والجمعيات الخيرية وتنمية المناطق المحرومة.

## الإدارة

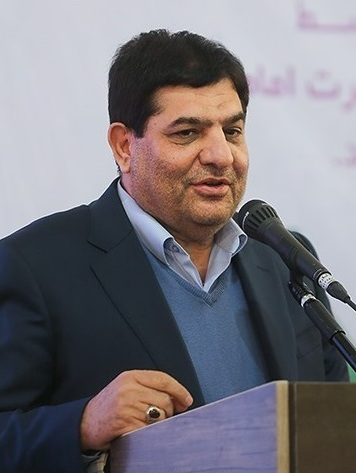
محمد مخبر دزفولي رئيس لجنة تنفيذ أمر الإمام

حاليا، محمد مخبر دزفولي هو رئيس لجنة تنفيذ أمر الإمام. مخبر دزفولي حاصل على درجة الدكتوراه في الإدارة وتخطيط التنمية الاقتصادية. وحصل على درجة الماجستير في فرع الإدارة مع توجيه النظام، ولديه شهادة البكالوريوس في الهندسة الكهربائية.
في عام 2021، انتخب أعضاء مجلس أمناء «لجنة تنفيذ أمر الإمام» عارف نوروزي رئيسًا لهذا المقر.

## أنشطة إجتماعية
قال نوروزي رئيس مؤسسة البركة التابعة للجنة أن المؤسسة نفذت حتى الآن أكثر من 9000 مشروع في المناطق المحرومة من أجل تأهيل المحرومين. مشيراً إلى بناء 1000 مدرسة و600 مسجد في المناطق المحرومة.
وذكر أن لجنة تنفيذ أمر الامام تنفذ حالياً مشروعاً لبناء 7000 وحدة سكنية للمحرومين، كما أنشأت عدة مستشفيات ومستوصفات وهي توفد الأطباء الاخصائيين للمناطق المحرومة.
تقوم لجنة تنفيذ أمر الإمام خلال فترة مسيرة الأربعين بتقدیم الخدمات العلاجية والصحية وإرسال الزوار (الذین لم یقوموا بزیارة العتبات بعد) لزیارة الحسین، واستقرار مواكب لاستقبال الزوار في المناطق الحدودیة (مهران- الشلامجة وجذابة) وكذلك في طريق كربلاء - النجف. في هذه المواكب یتم یومیاً توزیع اآلاف من وجبات طعام وقنائي میاه الشرب بین الزوار. كما يقوم موكب لجنة تنفیذ أمر الإمام المستقر في كربلاء بإسكان 5 آلاف زائر یومیاً.
في مجال الأدوية، إن 4 بالمئة منها یتمّ استیرادها من خارج البلد مع ذلك یستهلك هذا المقدار 35 بالمئة من المیزانیة المالیة الخاصة للأدویة. من هنا بادرت مؤسسة البركة ببناء وتأسیس مدینة خاصة لصناعة وإنتاج الدواء ووجهت دعوة لجمیع المعامل والشركات الناشطة في مجال الصناعات ذات التقنیة العالیة للتعاون في هذا المجال. وهذا الأمر أدّی إلی انخفاض نسبة المیزانیة المخصصة للأدویة في البلد إلی حوالي 150 ملیار تومان.
أحد المواضیع التي اهتمت بها لجنة تنفيذ أمر الإمام كثیراً هو موضوع صحة وسلامة الناس في المناطق المحرومة ومن المبادرات الطبیة لهذه اللجنة هو معالجة الأمراض المستعصیة والمزمنة حیث أن اللّجنة تكفّلت مسئولیة ذلك في المناطق المحرومة من البلد. لجنة تنفيذ أمر الإمام قامت عن طريق مؤسسة البركة ببناء 11 مستشفی وأربعة مراكز خاصة بعلاج السرطان (تستوعب في المجموع 2500 سریراً) في مختلف أنحاء البلد. كما أن مؤسسة البركة قد قامت بخطوات في مجال تأمین الخدمات الصحیة والعلاجیة لـ525 منطقة قرویة من خلال مبادرتها ببناء مركزاً للأمور الصحیّة الشاملة والمراكز الصحیّة والعلاجیّة في المناطق المحرومة منها 88 مركزاً في محافظة سیستان و بلوشستان. تم تنظیم هذه الحركة من أجل تقدیم الخدمات للمرض المحتاجین في المناطق المحرومة وبدأ تحدید 1000 منطقة محرومة في البلد وتم إرسال وإیفاد هذه القوافل إلی المناطق المحرومة ومن المقرر أن تقوم هذه القوافل یومیاً لفحص 7000 مریض وتقدیم العلاج لهم. قوافل الإحسان للرعاية الصحیة التي تعمل علی مساحة قدرها 600 متر مربع ولدیها 140 سریراً تقوم خلال استقرارها في المناطق المحرومة بتقدیم خدماتها الصحیة إلی أهالي هذه المناطق وخاصة عند تعرض هذه المدن للكوارث الطبیعیة.
قامت مؤسسة البركة حتی نهایة عام 2018 بتوفیر 10000 فرصة عمل في المناطق الریفیة والمناطق المحرومة في البلد، وذلك من خلال تنفیذ المشاریع الإجتماعیة.
قامت مؤسسة البركة بمشاركة الناس في 310 مشروع من مشاریع تعزیز البنی الاقتصادية ووفّرت فرص عمل إلى 195 ألف شخص في المناطق المحرومة.
تقوم لجنة تنفيذ أمر الإمام بتجهيز المناطق الفقيرة في البلاد بالمستلزمات الرياضية مثل أنواع الكرات، والشباك وطاولات كرة الطاولة وأدوات كمال الأجسام وقد تم تحديد 2500 قرية ومنطقة فقيرة ليشملها المشروع بهدف منع جنح اجتماعية ودفع الشباب لممارسة الرياضة وتقليل الأضرار الاجتماعية. بناء المساجد والمدارس والمراكز الثقافية والمكتبات ودور القرآن في المناطق المحرومة والأقل تنمية في البلد علی هذا الصعید ومن أجل تنفیذ وتطبیق «مشروع الشمس» تم في المرحلة الأولى انتخاب 4 محافظات حدودية وهي سیستان وبلوتشستان وكردستان وخوزستان وهرمزغان.
إن بناء مساكن الطلبة وإقامة مواكب للرعاية الصحية للحجاج في بعض المدن العراقية هي أنشطة اجتماعية وثقافية أخرى للجنة تنفيذ أمر الإمام.

## مؤسسة البركة
بدأت مؤسسة البركة وهي مؤسسة تابعة للجنة تنفيذ أمر الإمام، عملها في نوامبر 2007 بعد شهرين من تعيين محمد مخبر رئيساً للجنة. استثمرت المؤسسة 12 تريليون ريال، ووصلت ما يقرب من 40 شركة إلى مرحلة الإنتاج والاستغلال بدعم من المؤسسة. وفقًا للسياسات المعلنة، فإن العمل في القرى النائية والمناطق المحرومة من البلاد فقط هو على جدول أعمال هذه المؤسسة. تنعم أنشطة المؤسسة في المجال الاجتماعي.
لق
يعد إنشاء المدارس في المناطق الريفية والمحرومة، وإطلاق مشاريع اقتصادية في المناطق المحرومة في البلاد مع التركيز على خلق فرص العمل ومشاريع البنية التحتية مثل بناء الطرق، وإنشاء منازل للمحرومين، وإمدادات المياه والكهرباء والاتصالات والمسجد والمشاريع الزراعية من أنشطة هذه المؤسسة.
تعمل لجنة تنفيذ أمر الإمام في إطار مؤسسة البركة الخدمات الصحية للمحرومين وأثناء تطوير مراكز علاج السرطان، قامت بتغطية علاجية لأكثر من 60.000 مريض بالسرطان. نفذت المؤسسة 322 خطة للتمكين الاقتصادي لـ 198,000 شخص ونفذت أكثر من 160 مشروعًا رياديًا تعاونيًا في 31 مقاطعة من البلاد. افتتح لجنة تنفيذ أمر الإمام أول صندوق إيراني لقرض الحسن للتشغيل، والذي يعتبر أكبر صندوق لقرز الحسنة في البلاد، وقد أطلق على هذا الصندوق اسم «صندوق بركة».

## لقاح كورونا

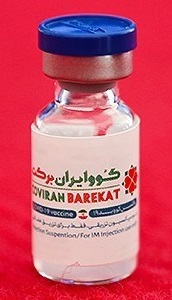
«لقاح کوف ایران بركة»

أنتجت مؤسسة بركة أول لقاح إيراني للكورونا، وقد وصل هذا اللقاح إلى مرحلة الحقن البشري. اسم هذا اللقاح هو «کوف ایران بركة». وبحسب رئيس فريق إنتاج اللقاح الإيراني، فإن التجارب تظهر فعالية هذا اللقاح في تحييد فيروس كرون المتحور. وصل اللقاح الآن إلى المرحلة النهائية من تجاربه السريرية. وفقًا لرئيس لجنة تنفيذ أمر الإمام، سنقوم بتسليم أكثر من 50 مليون جرعة من لقاح کوف ایران بركة إلى وزارة الصحة والتعليم الطبي، بحلول 22 سبتمبر (2021). كما وافقت وزارة الصحة والتعليم الطبي (إيران) على إنتاج 60 مليون جرعة من لقاح کوف ایران بركة.

## مؤسسة بركة الإحسان
بركة الإحسان هي إحدى المؤسسات التابعة للجنة تنفيذ أمر الإمام والتي تم إعدادها لتنظيم أنشطة الرد السريع. كان الغرض من تشكيل هذه المؤسسة هو تلبية لطلب سيد علي خامنئي والاحتياجات الاقتصادية للبلد والذي من خلاله سيكون رد الفعل السريع ممكنًا. واحدة من ميزات هذا الأساس هي شعبيتها والإجراءات التي اتخذتها تعتمد على «القوى الشعبية».
أرسلت مؤسسة بركة الإحسان في أكتوبر 2018، ثلاث مقطورات مجهزة بالمعدات الطبية وفضلا عن مقطورتين وسيارتين مجهزة بمعدات طبية جاهزة و 10 خيام بمساحة 600 متر مربع بسعة 140 سريرا إلی المناطق المحرومة. أرسلت المؤسسة في عام 2018، في شكل 16 قافلة، 800 زائر من المناطق المحرومة في البلاد، بما في ذلك محافظات سيستان وبلوشستان وخراسان الجنوبية وخوزستان ومحافظة خوزستان إلى مسيرة الأربعين وزيارة كربلاء. من الإجراءات الأخرى لهذه المؤسسة كانت توزيع 2000 جهاز العروس وألف عبوات من القرطاسية في السنة 1397 الهجرية الشمسية. وفي عام بعده تم اهداء 12 الف حزمة من المستلزمات المنزلية إلى الشباب والفتيات في المناطق الفقيرة والمحرومة لتيسير زواجهم.
خلال فيضانات عام 2019، بدأت مؤسسة بركة الإحسان في الأيام الأولى من الحادث من خلال تنظيم قواتها بمساعدة ضحايا الفيضانات. وحتى 30 مارس 2019 قامت بطهي 50,000 من الأطعمة الساخنة وتوزیعها في المحافظات المتضررة من الفيضانات. أعلن الرئيس التنفيذي للجنة تنفيذ أمر الإمام عن التبرع بـ 16,000 حزمة من الأجهزة المنزلية للعائلات المتضررة من الفيضانات. كما تم إطلاق وحدتين للعلاج المتنقل لمعالجة وتوزيع الأدوية المجانية في المناطق التي اجتاحتها الفيضانات.
وخلال فيضانات سيستان وبلوشستان ارسلت المؤسسة حمولة وزنها 66 أطنان من المواد الغذائية والإغاثة إلى المناطق التي غمرتها الفيضانات. وشملت هذه الحمولة الأطعمة المعلبة والأرز والزيت والمياه المعدنية والدواء والبطانيات.

## مجموعة بركة الدوائية

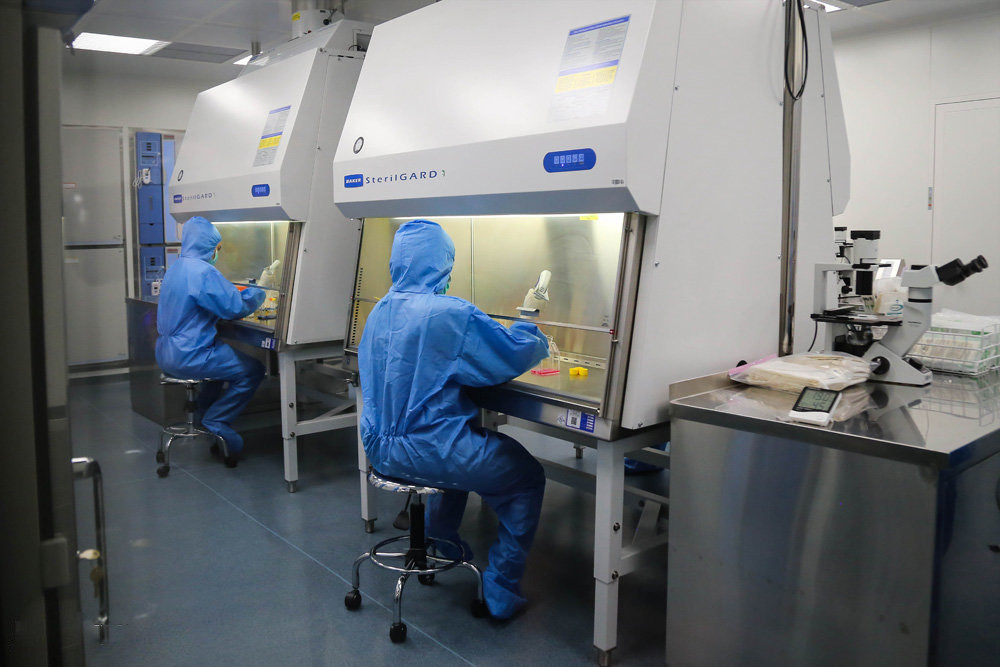
صورة للبيئة والعاملين في أول مصنع لإنتاج الخلايا البشرية في غرب آسيا في مصنع سل تك فارمد. تأسست شركة سل تك فارمد في 2014 كأول شركة قائمة على المعرفة في مجال الإنتاج الصناعي للمنتجات الخلوية.

مجموعة بركة للصناعات الدوائية هي شركة أدوية إيرانية عامة، تأسست عام 2010، تحت عنوان شركة تدبير للابتكار الدوائية. تقدم الشركة الخدمات من خلال التعاون بين المؤسسات العلمية والعلماء في الدواء في جميع أنحاء العالم. توفر الشركة 14 في المائة من جميع الأدوية الأساسية في البلاد من خلال فروعها الـ 25. تنتج الشركة 700 نوع من المنتجات في قطاع الأدوية وتقدمها داخليًا. أنشأت مجموعة بركة للصناعات الدوائية كأول مركز للبحوث الدوائية المتخصصة في إيران، كما تم تطويرها من خلال بناء مصانع أدوية متطورة، تسمى مدينة بركة الدوائية. تتوافق مجموعة بركات مع جميع المعايير الصيدلانية الشائعة مثل FDA وWHO و EMEA. الأنشطة الرئيسية من المجموعة هي «العلاج بالخلايا»، وإنتاج «أدوية الببتيد»، وبحث وتطوير ومعالجة النباتات الطبية، وإنشاء «متحف الطب الإيراني الإسلامي»، بالإضافة إلى مشاريع «المواد الصلبة وشبه الصلبة». في 4 ديسمبر 2016، تم إدراج شركة بركة للصناعات الدوائية بتمويل 340 مليار ريال بصفتها الشركة رقم 506 في بورصة طهران للأوراق المالية.

### استثمار
في 5 فبراير 2017، تم طرح 340 مليون سهم من مجموعة بركة الدوائية لأول مرة في بورصة طهران في مجموعة المواد والمنتجات الصيدلانية. بحلول هذا التاريخ، كان 50٪ من مساهمي الشركة أشخاصًا طبيعيين. بحسب باقرنجاد نائب مدير البحوث والتنمية بالشركة، تم تعريف 800 مليار تومان كاستثمار، لخطة التطوير الخمسية الثانية للشركة. أيضا، من أجل تحقيق دعم القطاع الخاص، تم إطلاق صندوق رأس المال الاستثماري للبحث والتنمية. من الممكن أيضًا استثمار أكثر من 5 مليارات دولار، في مدينة بركة الدوائية.
وقعت مجموعة بركات للأدوية عقود استثمار مع 30 شركة طبية وشركات رعاية صحية محلية في قطاع الرعاية الصحية. حتى الآن، وقعت مجموعة بركات للصناعات الدوائية عقود استثمار لإنتاج الأدوية مع ثلاث شركات أجنبية كبيرة من سويسرا والمملكة المتحدة والدنمارك. كان عقد الاستثمار المباشر بقيمة 70 مليون يورو مع شركة أدوية دانمركية في عام 2015 وعقد بقيمة 15 مليون دولار مع شركة سويسرية في عام 2016 من بين أهم هذه العقود.

## بركة تل
بركة تل هي إحدى الشركات التابعة للجنة تنفيذ أمر الإمام وهو مصمم ومخطط خطة الصحة الإلكترونية لتطوير الخدمات للمناطق المحرومة في البلاد في مجال الصحة العامة. تقدم الشركة 18 نوعًا من الخدمات الإلكترونية في إطار خطة صحية إلكترونية.

### خطة الصحة الإلكترونية
الصحة الإلكترونية هي مجال حديث للمعلومات الطبية، والصحة العامة والتبادلات المتعلقة بالتجارة التي يتم توفيرها أو تعزيزها من خلال الخدمات والمعلومات من خلال الإنترنت والتقنيات ذات الصلة. بدأ البحث والدراسة حول هذا المشروع في أواخر عام 2013 بعد توقيع مذكرة تفاهم بين شركة بركة تل مع وزير الصحة. وتم اختبارها تجريبيا في ثلاث مدن، باوه في محافظة كرمانشاه، وزهك في محافظة سيستان وبلوشستان، وكليبر في أذربيجان الشرقية. في إطار هذا المشروع، يتم تنفيذ أجزاء من التطبيب عن بعد باستخدام معدات رقمية ودون استخدام الموارد البشرية وتقل الحاجة إلى نشر الأطباء وإمكانيات التشخيص والعلاج في المناطق النائية. حتى عام 1395 تمت تغطية 340,000 شخص في خطة الصحة الإلكترونية من خلال مؤسسة البركة التابعة للجنة تنفيذ أمر الإمام.

### طب إلكتروني
الطب الإلكتروني عبارة عن خطة جديدة لتوفير خدمات التطبيب عن بعد، بالتعاون مع وزارة الصحة الإيرانية ومؤسسة البركة في البلاد. في إطار هذه الخطة يمكن للأطباء المتخصصين في طهران فحص وعلاج المرضى في المناطق النائية من البلاد. في هذه الخطة للمرضى الذين لا يستطيعون الوصول إلى المدينة من المناطق النائية يتم وضع طبيب عام في المراكز والعيادات الصحية بجوار المريض ومن خلال الفضاء الإلكتروني يتم شرح حالته للطبيب المتخصص. بهذه الطريقة، فإن جميع السجلات الطبية للمرضى الذين لديهم سجلات صحية إلكترونية متاحة للطبيب. الوصفة التي يكتبها الطبيب للمريض ويرسلها إلى الصيدلية إلكترونية ويمكن للمريض الرجوع إلى الصيدلية برمز التأمين الصحي واستلام الدواء. في هذه الخطة، من خلال توفير استمارات الرعاية الذاتية والرموز المعينة للأفراد، من الممكن إدخال النظام واستكمال الاستمارة والشكاوى للمرضى إلكترونياً. أيضا يتم تعيين سفير الصحة لكل الأسرة ويتم إرسال الرسائل إليها فيما يتعلق بالعائلة التي تكون تحت رعايتها. في هذا المشروع، يتم تنفيذ مراحل تحليل الاختبارات وطباعتها ونقل المعلومات إلى السجل الصحي الإلكتروني من خلال المعدات الإلكترونية، التي بنيت جزء منها من قبل شركة بركة تل.

#### صدرا لتقييم الصحة
«تقييم صحة صدرا» هو الجهاز الذي تم إنشاؤه بواسطة شركة بلاتر ويستخدم في مجال التطبيب عن بعد. في المناطق النائية حيث يصعب الوصول إلى الطبيب، يقوم مساعد الطبيب بقياس العلامات الحيوية بواسطة هذا الجهاز وينقلها إلى الطبيب. بعد توصيل الجهاز بالمريض، يمكن إنشاء اتصال فيديو أو نصي أو صوتي مع المركز الصحي أو الطبيب وتلقي التعليمات اللازمة. يمكن استخدام هذا الجهاز في الملاعب والعيادات والمستشفيات وسيارات الإسعاف لقياس ضغط الدم ومعدل ضربات القلب ودرجة حرارة الجسم وتخطيط كهربائية القلب ونسبة السكر والدهون في الدم، وإرسال علامات المريض الحيوية للطبيب.

#### أنشطة أخرى
استغلال الأسِرة الذكية في المراكز الصحية البعيدة والنائية، وصنع البطاقات الصحية لأول مرة في إيران،  استغلال المجاهر لعلم الأمراض عن بُعد وأجهزة مراقبة الإسعاف وأجهزة البلوتوث في المراكز الصحية، إطلاق خدمة مكتبات البركة الصحية وتثبيت أجهزة قياس المعلمات الحيوية والاسريرية ومراقبة العلامات الحيوية في سيارات الإسعاف وإنشاء «مراكز الاتصال الصحي» هي من بين مبادرات «بركة تل» الأخرى في مجال الصحة الإلكترونية.
قامت الشركة أيضًا بتطوير جادجيت لقياس نسبة الجلوكوز في الدم للاستخدام على الأجهزة المحمولة، والذي يتصل بأجهزة أندرويد، ويمكنه قياس نسبة الجلوكوز في الدم وإرسال نتيجة الاختبار إلى الطبيب أو مركز الاستشارات. باستخدام هذا الجهاز، يمكن التحقق من استجابة الاختبار ووصف الوصفة الطبية اللازمة في وقت قصير للطبيب.